# Dean Arsene
Dean Arsene (* 20. července 1980 v Murrayville, Langley, Britská Kolumbie) je bývalý kanadský hokejový obránce.

## Hráčská kariéra
S profesionálním hokejem začínal v lize WHL v týmu Regina Pats, kde odehrál dvě sezóny v týmu Pats 1996/1998 kdy v polovině sezóny 1997/98 přestoupil do týmu Edmonton Ice kde dohrál sezónu V sezóně 1997/98 se stal čtvrtým nejvytíženějším hráčem v lize WHL kdy odehrál 74 zápasů. Od sezóny 1998/99 až do sezóny 2000/01 hrával v týmu Kootenay Ice kdy s týmem 1999/2000 pomohl vybojovat s týmem Ed Chynoweth Cup. Sezónu 2001/02 hrával v týmu Charlotte Checkers v lize ECHL ve kterém odehrál 63 zápasů a v týmu se stal druhým nejtrestanějším obráncem se 101 trestných minut. V následující sezóně hrával v lize AHL v týmu Hartford Wolf Pack kdy vstřelil svůj první gól v AHL. Sezónu 2003/2004 hrával v lize ECHL v týmu Reading Royals se kterým odehrál 46 zápasů základní části a 15 zápasů v play off a stal se nejtrestanějším obráncem v týmu se 118 trestných minut a ještě hrával v lize AHL v týmu Hershey Bears. V týmu Hershey Bears zůstal, kde odehrál celkem 6 sezón ve kterých pomohl dvakrát vybojovat Calderův pohár (2005/2006 a 2008/2009). V poslední sezóně v Bears byl jmenován alternativním hráčem. 14. července 2009 podepsal obousměrnou smlouvu s týmem Edmonton Oilers aby mohl nastupovat jak na farmě v týmu Springfield Falcons tak i v NHL za tým Oilers. Sezónu 2009/2010 začal na farmě Falcons kde hrával až do listopadu kdy byl 16. listopadu povolán na první zápas v NHL ve své kariéře kdy Oilers prohrál 2:3 po samostatných nájezdech proti týmu Columbus Blue Jackets. Poté odehrál ještě jeden zápas v NHL proti týmu Colorado Avalanche kdy Oilers vyhráli 6:4. Pak byl poslán zpět na farmu kde hrával až do 3. března povolán zpět do Oilers kdy odehrál zápas proti Chicago Blackhawks kdy prohráli 5:2 a připsal jsi svůj první a zatím jediný kladný bod. Poté byl po zápase poslán zpět do Falconu kde hrával až do 21. března kdy byl povolán do Oilers až do konce sezóny. V týmu Springfield Falcons byl jmenován kapitánem týmu. 11. srpna 2010 podepsal obousměrnou, jednoletou smlouvu s týmem St. Louis Blues jako volný hráč.

## Prvenství
- Debut v NHL – 16. listopadu 2009 (Columbus Blue Jackets proti Edmonton Oilers)

## Klubové statistiky
| Sezóna       | Klub                | Soutěž       |    | Základní část | Základní část | Základní část | Základní část | Základní část |   | Play off | Play off | Play off | Play off | Play off |
| Sezóna       | Klub                | Soutěž       | Z  | G             | A             | B             | TM            | Z             | G | A        | B        | TM       |          |          |
| 1996/1997    | Regina Pats         | WHL          | 62 | 0             | 8             | 8             | 53            | 3             | 0 | 0        | 0        | 2        |          |          |
| 1997/1998    | Regina Pats         | WHL          | 31 | 2             | 7             | 9             | 47            | —             | — | —        | —        | —        |          |          |
| 1997/1998    | Edmonton Ice        | WHL          | 43 | 0             | 12            | 12            | 90            | —             | — | —        | —        | —        |          |          |
| 1998/1999    | Kootenay Ice        | WHL          | 68 | 1             | 4             | 5             | 111           | 4             | 0 | 0        | 0        | 4        |          |          |
| 1999/2000    | Kootenay Ice        | WHL          | 66 | 4             | 7             | 11            | 150           | 21            | 1 | 2        | 3        | 59       |          |          |
| 2000/2001    | Kootenay Ice        | WHL          | 68 | 1             | 10            | 11            | 178           | 11            | 0 | 1        | 1        | 14       |          |          |
| 2001/2002    | Charlotte Checkers  | ECHL         | 63 | 3             | 10            | 13            | 101           | —             | — | —        | —        | —        |          |          |
| 2002/2003    | Hartford Wolf Pack  | AHL          | 50 | 1             | 3             | 4             | 94            | —             | — | —        | —        | —        |          |          |
| 2003/2004    | Reading Royals      | ECHL         | 46 | 0             | 6             | 6             | 118           | 15            | 1 | 5        | 6        | 34       |          |          |
| 2003/2004    | Hershey Bears       | AHL          | 22 | 0             | 2             | 2             | 44            | —             | — | —        | —        | —        |          |          |
| 2004/2005    | Hershey Bears       | AHL          | 56 | 1             | 5             | 6             | 140           | —             | — | —        | —        | —        |          |          |
| 2005/2006    | Hershey Bears       | AHL          | 68 | 2             | 5             | 7             | 181           | 21            | 0 | 1        | 1        | 29       |          |          |
| 2006/2007    | Hershey Bears       | AHL          | 61 | 3             | 12            | 15            | 187           | 6             | 0 | 2        | 2        | 8        |          |          |
| 2007/2008    | Hershey Bears       | AHL          | 14 | 0             | 2             | 2             | 23            | —             | — | —        | —        | —        |          |          |
| 2008/2009    | Hershey Bears       | AHL          | 46 | 1             | 10            | 11            | 99            | 22            | 0 | 2        | 2        | 14       |          |          |
| 2009/2010    | Springfield Falcons | AHL          | 56 | 2             | 9             | 11            | 100           | —             | — | —        | —        | —        |          |          |
| 2009/2010    | Edmonton Oilers     | NHL          | 13 | 0             | 0             | 0             | 41            | —             | — | —        | —        | —        |          |          |
| 2010/2011    | Peoria Rivermen     | AHL          | 77 | 1             | 10            | 11            | 137           | 4             | 0 | 0        | 0        | 6        |          |          |
| 2011/2012    | Portland Pirates    | AHL          | 63 | 2             | 8             | 10            | 110           | —             | — | —        | —        | —        |          |          |
| 2012/2013    | St. John's IceCaps  | AHL          | 69 | 1             | 10            | 11            | 98            | —             | — | —        | —        | —        |          |          |
| 2013/2014    | Abbotsford Heat     | AHL          | 42 | 1             | 6             | 7             | 43            | 3             | 0 | 0        | 0        | 18       |          |          |
| Celkem v NHL | Celkem v NHL        | Celkem v NHL | 13 | 0             | 0             | 0             | 41            | —             | — | —        | —        | —        |          |          |